# Террасас, Виктор
Виктор Хосе Террасас Мартинес (исп. Víctor José Terrazas Martínez; род. 11 февраля 1983 года Гвадалахара, Мексика) — мексиканский боксёр-профессионал, выступающий во второй легчайшей весовой категории (англ. Super bantamweight). Чемпион мира (по версии WBC, 2013.)

## Профессиональная карьера
В 2011 году победил бывшего чемпиона мира, Фернандо Монтьеля и Нехомара Серменьо.
20 апреля 2013 года завоевал титул чемпиона по версии WBC, победив по очкам раздельным решением, мексиканца, Кристиана Михареса.
В августе 2013 года проиграл титул нокаутом непобеждённому мексиканцу, Лео Санта Крусу.